# Liste des chefs du gouvernement camerounais
Voici la liste des chefs du gouvernement camerounais depuis 1954 (Cameroun britannique) et 1957 (Cameroun français). Le chef du gouvernement camerounais à le titre de Premier ministre.

## Cameroun britannique sous tutelle de l'ONU
| 1 | Emmanuel Mbela Lifafe Endeley | 1er octobre 1954 | 1er février 1959 |
| 2 | John Ngu Foncha               | 1er février 1959 | 1er octobre 1961 |

## Cameroun français sous tutelle de l'ONU
| 1 | André-Marie Mbida | 16 mai 1957     | 20 février 1958  |
| 2 | Ahmadou Ahidjo    | 20 février 1958 | 1er janvier 1960 |

## Indépendance et réunification

### République du Cameroun (1960-1961)
| 1 | Ahmadou Ahidjo | 1er janvier 1960 | 15 mai 1960 |

### République fédérale du Cameroun (1961-1972)

#### État fédéré du Cameroun occidental (1961-1972)
| 1 | John Ngu Foncha      | 1er octobre 1961 | 13 mai 1965     |
| 2 | Augustine Ngom Jua   | 13 mai 1965      | 11 janvier 1968 |
| 3 | Salomon Tandeng Muna | 11 janvier 1968  | 2 juin 1972     |

#### État fédéré du Cameroun oriental (1961-1972)
| 3 | Charles Assalé         | 1961             | 19 juin 1965     |
| 3 | Vincent De Paul Ahanda | 19 juin 1965     | 20 novembre 1965 |
| 4 | Simon Pierre Tchoungui | 20 novembre 1965 | 2 juin 1972      |

### République unie du Cameroun (1972-1984)
|   | Poste vacant        | 2 juin 1972     | 30 juin 1975    |
| 5 | Paul Biya           | 30 juin 1975    | 6 novembre 1982 |
| 6 | Bello Bouba Maigari | 6 novembre 1982 | 22 août 1983    |
| 7 | Luc Ayang           | 22 août 1983    | 25 janvier 1984 |

### République du Cameroun (depuis 1984)
| N° | Photo        | Titulaire            | Mandat            | Mandat            | Parti | Président |
| N° | Photo        | Titulaire            | Début             | Fin               | Parti | Président |
| -- | ------------ | -------------------- | ----------------- | ----------------- | ----- | --------- |
| -  | Poste vacant | Poste vacant         | 25 janvier 1984   | 26 avril 1991     | -     | Paul Biya |
| 8  |              | Sadou Hayatou        | 26 avril 1991     | 9 avril 1992      | RDPC  | Paul Biya |
| 9  |              | Simon Achidi Achu    | 9 avril 1992      | 19 septembre 1996 | RDPC  | Paul Biya |
| 10 |              | Peter Mafany Musonge | 19 septembre 1996 | 8 décembre 2004   | RDPC  | Paul Biya |
| 11 |              | Ephraim Inoni        | 8 décembre 2004   | 30 juin 2009      | RDPC  | Paul Biya |
| 12 |              | Philémon Yang        | 30 juin 2009      | 4 janvier 2019    | RDPC  | Paul Biya |
| 13 |              | Joseph Dion Ngute    | 4 janvier 2019    | en fonction       | RDPC  | Paul Biya |

## Source
- Historique des gouvernements